# Lettország az Eurovíziós Dalfesztiválokon
Lettország eddig huszonöt alkalommal vett részt az Eurovíziós Dalfesztiválon.
A lett műsorsugárzó a Latvijas Sabiedriskais medijs, melynek elődje 1993-ban lett tagja az Európai Műsorsugárzók Uniójának, és 2000-ben csatlakozott a versenyhez.
Lettország eddig egy alkalommal, 2002-ben aratott győzelmet.

## Története

### Évről évre
Lettország eredetileg az 1999-es Eurovíziós Dalfesztiválon debütált volna, de végül pénzügyi okok miatt visszaléptek. Végül a 2000-es dalfesztiválon vettek részt először, és rögtön a harmadik helyig jutottak. A következő évben nem sikerült megismételniük a sikert, és az 1993 és 2003 között érvényben lévő kieséses rendszer értelmében nem is vehettek volna részt a 2002-es versenyen, de Portugália visszalépése után nekik ajánlották fel az üres helyet. Ők éltek vele, és végül Marie N-nek köszönhetően meg is nyerték a versenyt, így a 2003-as versenynek Riga adhatott otthont. Viszont hazai pályán mindössze a huszonnegyedik helyen végeztek a huszonhat fős mezőnyben, ez a verseny történetében az egyik legrosszabb helyezés volt akkoriban a házigazda számára. 2004-ben nem sikerült továbbjutniuk az elődöntőből, és a következő évben is mindössze pár ponton múlt, hogy nem estek ki, a döntőben viszont az ötödik helyet sikerült megszerezniük. A jó eredménynek köszönhetően a következő évben automatikusan döntősek voltak, ott azonban nem sikerült megismételniük a sikert, 16. helyen végeztek, csak úgy, mint egy évvel később. 2008-ban is sikerrel vették az elődöntőt, a döntőben viszont 12.-ek lettek. 
A következő 6 évben egyszer sem jutottak a döntőbe, ráadásul 2009-ben, 2010-ben és 2013-ban az elődöntő utolsó helyén végeztek. 2015-ben aztán megszakadt a sikertelenségi sorozat: a második elődöntőben második, majd a döntőben a 6. helyet érték el. 2016-ban ismét továbbjutottak, és a döntőben 15.-ek lettek. 2017-ben azonban ismét kiestek az elődöntőben, ahol utolsók lettek. Lettország azóta nem jutott döntőbe, összesítésben utolsó helyen végeztek.
2020-ban Samanta Tīna képviselte volna az országot, azonban március 18-án az Európai Műsorsugárzók Uniója bejelentette, hogy 2020-ban nem tudják megrendezni a versenyt a COVID–19-koronavírus-világjárvány miatt. A lett műsorsugárzó jóvoltából végül újabb lehetőséget kapott az ország képviseletére a következő évben. Az énekesnőnek végül nem sikerült továbbjutnia a döntőbe, ahogy a 2022-es versenyzőjüknek sem. 2023-ban csupán négy ponton múlt továbbjutásuk. 2024-ben Dons törte meg a hét évig tartó sikertelenséget, aki újra bejuttatta az országot a döntőbe, ahol a tizenhatodik helyen végeztek. 2025-ben a Tautumeitas második helyezetként jutott tovább a döntőbe, ahol végül tizenharmadikak lettek.

### Nyelvhasználat
A nyelvhasználatot korlátozó szabály 1999-ig volt érvényben, vagyis Lettország 2000-es debütálásakor már szabadon megválaszthatták az indulók, hogy milyen nyelvű dallal neveznek.
Lettország eddigi huszonöt versenydalából kettő lett nyelven, huszonegy angol nyelven, egy orosz nyelven és egy olasz nyelven hangzott el.
2004-ben énekeltek először és utoljára anyanyelvükön a dalfesztivál történetében, bár 2014-es daluk tartalmazott egy mondatot lett nyelven. 2005-ös daluk produkciója tartalmazott egy részletet jelnyelven. 2007-ben olasz nyelvű dallal neveztek, 2009-es indulójuk pedig orosz nyelven énekelt. 2023-ban daluk angol nyelven hangzott el, de a végén tartalmazott néhány többször ismételt kifejezést lett nyelven is.

### Nemzeti döntő
Lettország nemzeti döntője a Supernova (régebben Dziesma és Eirodziesma) nevet viseli, és az ország debütálása óta minden alkalommal megrendezték a 2021-es év kihagyásával, amikor a 2020-as képviselőjük új lehetőséget kapott a műsorszolgáltatótól, miután elmaradt a verseny a Covid19-pandémia miatt.
A benevezett dalok közül egy zsűri választja ki azt a tízet (2002-ben tizenötöt), melyek részt vehetnek a döntőben. A döntőben a nézők választják ki a kedvencüket telefonos szavazás segítségével. 2003 óta kétfordulós a szavazás. Az első körből az első három helyezett jut tovább, és a második fordulóban már csak ezekre lehet szavazni.

## Résztvevők
| Év   | Előadó             | Dal                 | Magyar fordítás          | Döntő                   | Pontszám                | Elődöntő             | Pontszám             |
| ---- | ------------------ | ------------------- | ------------------------ | ----------------------- | ----------------------- | -------------------- | -------------------- |
| 2000 | Brainstorm         | My Star             | Csillagom                | 3.                      | 136                     | Nem volt elődöntő    | Nem volt elődöntő    |
| 2001 | Arnis Mednis       | Too Much            | Túl sok                  | 18.                     | 16                      | Nem volt elődöntő    | Nem volt elődöntő    |
| 2002 | Marie N            | I Wanna             | Akarok...                | 1.                      | 176                     | Nem volt elődöntő    | Nem volt elődöntő    |
| 2003 | F.L.Y.             | Hello From Mars     | Üdvözlet a Marsról       | 24.                     | 5                       | Nem volt elődöntő    | Nem volt elődöntő    |
| 2004 | Fomins és Kleins   | Dziesma par laimi   | Egy dal a boldogságról   | Nem jutott be a döntőbe | Nem jutott be a döntőbe | 17.                  | 23                   |
| 2005 | Valters és Kaža    | The War Is Not Over | Nincs vége a háborúnak   | 5.                      | 153                     | 10.                  | 85                   |
| 2006 | Cosmos             | I Hear Your Heart   | Hallom a szívedet        | 16.                     | 30                      | Automatikusan döntős | Automatikusan döntős |
| 2007 | Bonaparti.lv       | Questa notte        | Ma éjjel                 | 16.                     | 54                      | 5.                   | 168                  |
| 2008 | Pirates of The Sea | Wolves of The Sea   | A tenger farkasai        | 12.                     | 83                      | 6.                   | 86                   |
| 2009 | Intars Busulis     | Probka              | Dugó                     | Nem jutott be a döntőbe | Nem jutott be a döntőbe | 19.                  | 7                    |
| 2010 | Aisha              | What For?           | Minek?                   | Nem jutott be a döntőbe | Nem jutott be a döntőbe | 17.                  | 11                   |
| 2011 | Musiqq             | Angel in Disguise   | Angyal álruhában         | Nem jutott be a döntőbe | Nem jutott be a döntőbe | 17.                  | 25                   |
| 2012 | Anmary             | Beautiful Song      | Csodálatos dal           | Nem jutott be a döntőbe | Nem jutott be a döntőbe | 16.                  | 17                   |
| 2013 | PeR                | Here We Go          | Gyerünk                  | Nem jutott be a döntőbe | Nem jutott be a döntőbe | 17.                  | 13                   |
| 2014 | Aarzemnieki        | Cake to Bake        | Tortát sütni             | Nem jutott be a döntőbe | Nem jutott be a döntőbe | 13.                  | 33                   |
| 2015 | Aminata            | Love Injected       | Befecskendezett szerelem | 6.                      | 186                     | 2.                   | 155                  |
| 2016 | Justs              | Heartbeat           | Szívverés                | 15.                     | 132                     | 8.                   | 132                  |
| 2017 | Triana Park        | Line                | Vonal                    | Nem jutott be a döntőbe | Nem jutott be a döntőbe | 18.                  | 21                   |
| 2018 | Laura Rizzotto     | Funny Girl          | Vicces lány              | Nem jutott be a döntőbe | Nem jutott be a döntőbe | 12.                  | 106                  |
| 2019 | Carousel           | That Night          | Az az éjszaka            | Nem jutott be a döntőbe | Nem jutott be a döntőbe | 15.                  | 50                   |
| 2020 | Samanta Tīna       | Still Breathing     | Még mindig lélegzem      | Elmaradt a verseny      | Elmaradt a verseny      | Elmaradt a verseny   | Elmaradt a verseny   |
| 2021 | Samanta Tīna       | The Moon Is Rising  | Felkel a Hold            | Nem jutott be a döntőbe | Nem jutott be a döntőbe | 17.                  | 14                   |
| 2022 | Citi Zēni          | Eat Your Salad      | Edd meg a salátád        | Nem jutott be a döntőbe | Nem jutott be a döntőbe | 14.                  | 55                   |
| 2023 | Sudden Lights      | Aijā                | Tente                    | Nem jutott be a döntőbe | Nem jutott be a döntőbe | 11.                  | 34                   |
| 2024 | Dons               | Hollow              | Üres                     | 16.                     | 64                      | 7.                   | 72                   |
| 2025 | Tautumeitas        | Bur man laimi       | Hozz szerencsét!         | 13.                     | 158                     | 2.                   | 130                  |
| 2026 | 2026. február 14.  | 2026. február 14.   |                          |                         |                         |                      |                      |

## Szavazástörténet

### 2000–2025
| Hely | Ország     | Pont |
| ---- | ---------- | ---- |
| 1.   | Litvánia   | 127  |
| 2.   | Ukrajna    | 116  |
| 3.   | Észtország | 110  |
| 4.   | Norvégia   | 90   |
| 5.   | Izland     | 88   |
| 6.   | Svédország | 83   |
| 7.   | Moldova    | 81   |
| 8.   | Dánia      | 80   |
| 9.   | Portugália | 72   |
| 10.  | Finnország | 68   |

| Hely | Ország             | Pont |
| ---- | ------------------ | ---- |
| 1.   | Litvánia           | 122  |
| 2.   | Írország           | 68   |
| 3.   | Grúzia             | 65   |
| 4.   | Észtország         | 61   |
| 5.   | Dánia              | 55   |
| 6.   | Portugália         | 48   |
| 7.   | Málta              | 47   |
| 8.   | Egyesült Királyság | 47   |
| 9.   | Lengyelország      | 41   |
| 10.  | Németország        | 37   |

Lettország még sosem adott pontot az elődöntőben a következő országoknak: Andorra, Monaco, Szlovákia és Törökország
Lettország még sosem kapott pontot az elődöntőben a következő országoktól: Andorra, Bosznia-Hercegovina, Szlovákia és Törökország
| Hely | Ország        | Pont |
| ---- | ------------- | ---- |
| 1.   | Ukrajna       | 168  |
| 2.   | Oroszország   | 175  |
| 3.   | Litvánia      | 161  |
| 4.   | Észtország    | 156  |
| 5.   | Svédország    | 156  |
| 6.   | Norvégia      | 92   |
| 7.   | Dánia         | 70   |
| 8.   | Svájc         | 59   |
| 9.   | Franciaország | 59   |
| 10.  | Németország   | 55   |

| Hely | Ország             | Pont |
| ---- | ------------------ | ---- |
| 1.   | Litvánia           | 119  |
| 2.   | Észtország         | 88   |
| 3.   | Írország           | 72   |
| 4.   | Egyesült Királyság | 69   |
| 5.   | Dánia              | 66   |
| 6.   | Norvégia           | 42   |
| 7.   | Belgium            | 39   |
| 8.   | Málta              | 37   |
| 9.   | Ukrajna            | 37   |
| 10.  | Grúzia             | 36   |

Lettország még sosem adott pontot a döntőben a következő országoknak: Bosznia-Hercegovina, Montenegró és San Marino
Lettország még sosem kapott pontot a döntőben a következő országoktól: Albánia és Bulgária

## Rendezések

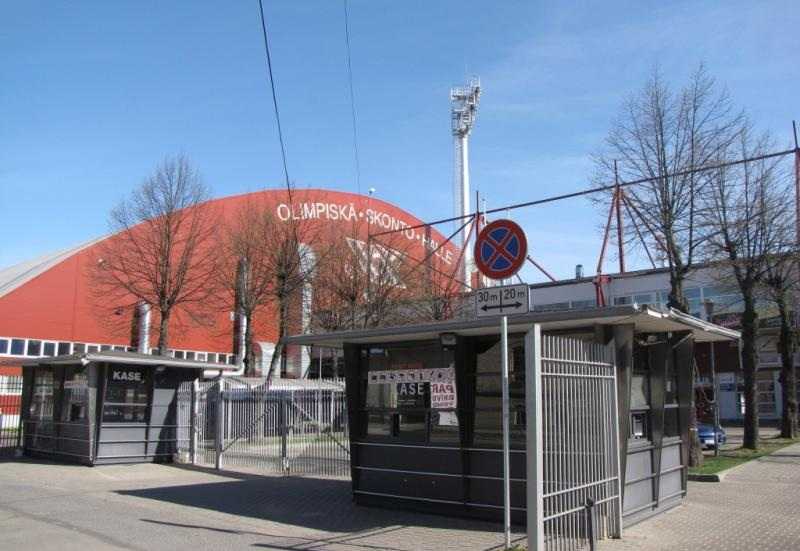
A 2003-as verseny helyszíne.

Lettország eddig egyszer rendezte a dalversenyt, győzelmüket követő évben, 2003-ban Rigában.
A Skonto Hall tartották az eseményt, amelynek kapacitása körülbelül 8 000 néző befogadására volt alkalmas. A döntőre 2003. május 24-én került sor és az est házigazdái az előző év győztese Marie N és az ország 2000-ben szereplő első indulója, Renārs Kaupers voltak.
A verseny mottója Varázslatos találkozás volt.
| Év   | Város | Helyszín    | Műsorvezető(k)          | Résztvevők |
| ---- | ----- | ----------- | ----------------------- | ---------- |
| 2003 | Riga  | Skonto Hall | Marie N, Renārs Kaupers | 26         |

## Háttér
| Év   | Rendező    | Kommentátor                              | Pontbejelentő           |
| ---- | ---------- | ---------------------------------------- | ----------------------- |
| 2000 | Stockholm  | Kārlis Streips                           | Lauris Reiniks          |
| 2001 | Koppenhága | Kārlis Streips                           | Renārs Kaupers          |
| 2002 | Tallinn    | Kārlis Streips                           | Ēriks Niedra            |
| 2003 | Riga       | Kārlis Streips                           | Ģirts Līcis             |
| 2004 | Isztambul  | Kārlis Streips                           | Lauris Reiniks          |
| 2005 | Kijev      | Kārlis Streips                           | Marie N                 |
| 2006 | Athén      | Kārlis Streips                           | Mārtiņš Freimanis       |
| 2007 | Helsinki   | Kārlis Streips                           | Janis Šipkevics         |
| 2008 | Belgrád    | Kārlis Streips                           | Kristīne Virsnīte       |
| 2009 | Moszkva    | Kārlis Streips                           | Roberto Meloni          |
| 2010 | Oslo       | Kārlis Streips                           | Kārlis Būmeistars       |
| 2011 | Düsseldorf | Valters Frīdenbergs és Kārlis Būmeisters | Aisha                   |
| 2012 | Baku       | Valters Frīdenbergs és Kārlis Būmeisters | Valters Frīdenbergs     |
| 2013 | Malmö      | Valters Frīdenbergs és Kārlis Būmeisters | Anmary                  |
| 2014 | Koppenhága | Valters Frīdenbergs és Kārlis Būmeisters | Ralfs Eilands           |
| 2015 | Bécs       | Valters Frīdenbergs és Toms Grēviņš      | Markus Riva             |
| 2016 | Stockholm  | Valters Frīdenbergs és Toms Grēviņš      | Toms Grēviņš            |
| 2017 | Kijev      | Valters Frīdenbergs és Toms Grēviņš      | Aminata Savadogo        |
| 2018 | Lisszabon  | Toms Grēviņš és Magnuss Eriņš            | Dagmāra Legante         |
| 2019 | Tel-Aviv   | Toms Grēviņš és Ketija Šēnberga          | Laura Rizotto           |
| 2021 | Rotterdam  | Toms Grēviņš és Marija Naumova           | Aminata Savadogo        |
| 2022 | Torino     | Toms Grēviņš és Lauris Reiniks           | Samanta Tīna            |
| 2023 | Liverpool  | Toms Grēviņš és Lauris Reiniks           | Jānis Pētersons         |
| 2024 | Malmö      | Toms Grēviņš és Lauris Reiniks           | Andrejs Reinis Zitmanis |
| 2025 | Bázel      | Toms Grēviņš és Marija Naumova           | Dons                    |
| 2026 | Bécs       |                                          |                         |

## Galéria

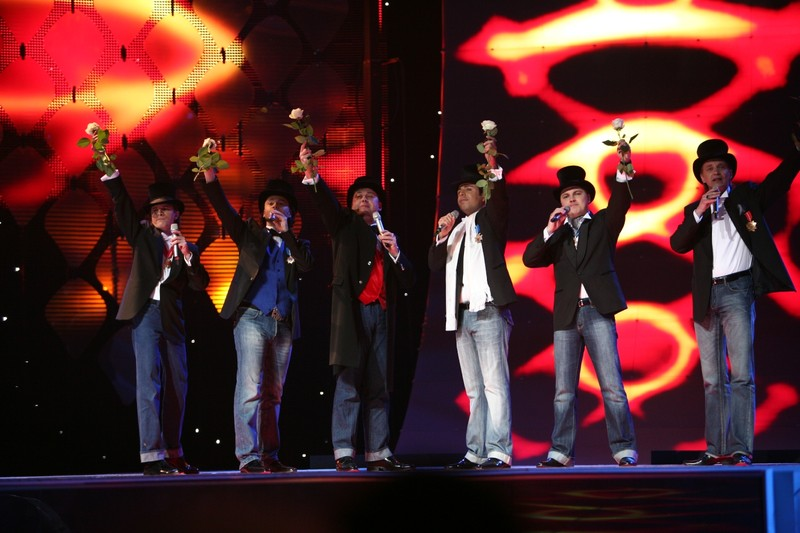
A Bonaparti.lv Helsinkiben (2007)
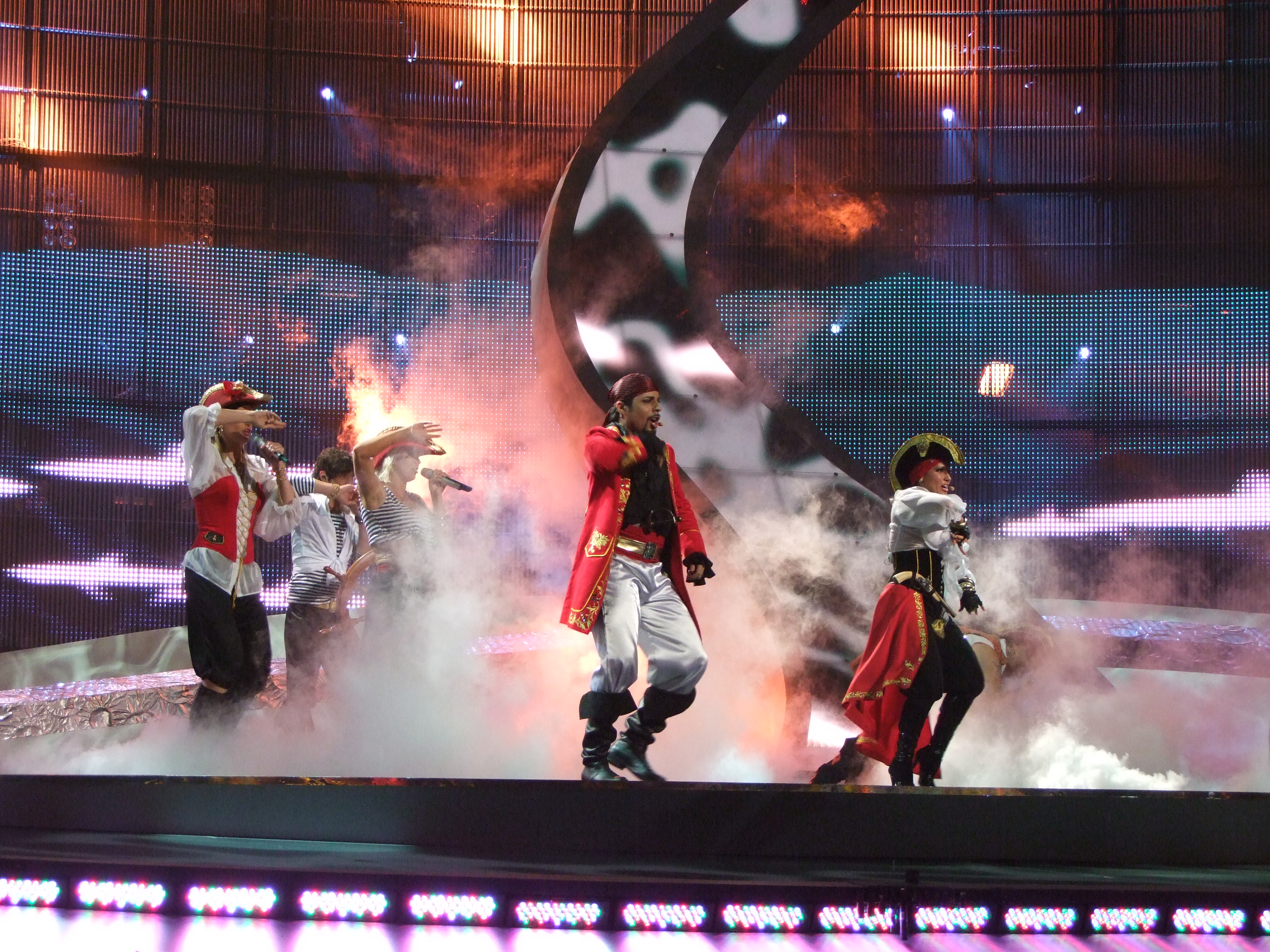
A Pirates of The Sea Belgrádban (2008)
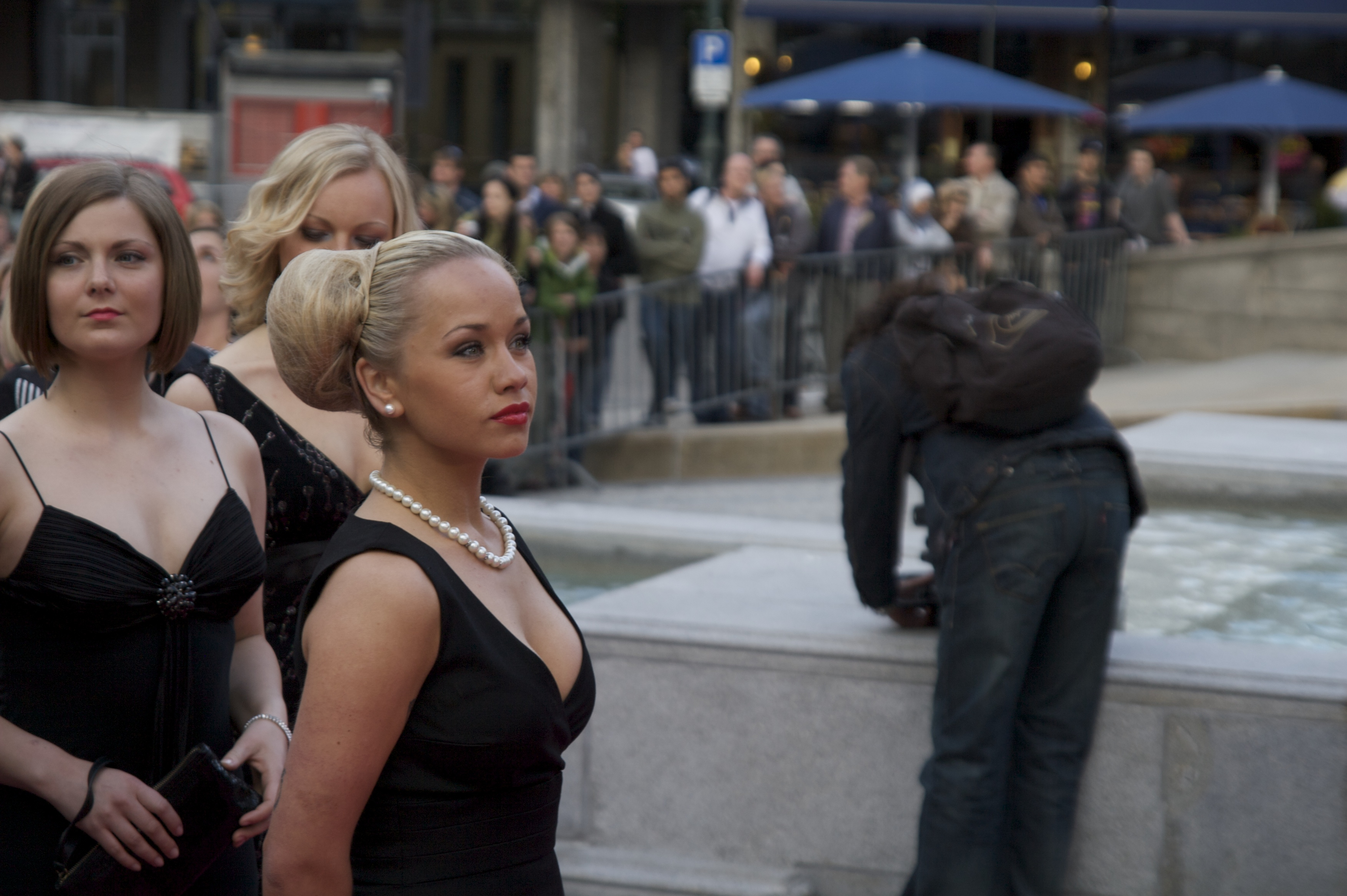
Aisha Osloban (2010)
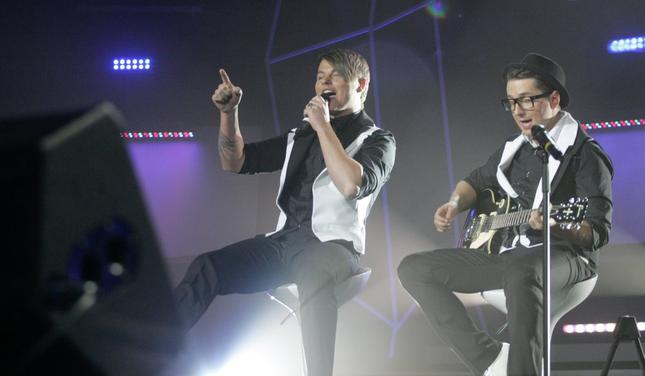
A Musiqq Düsseldorfban (2011)
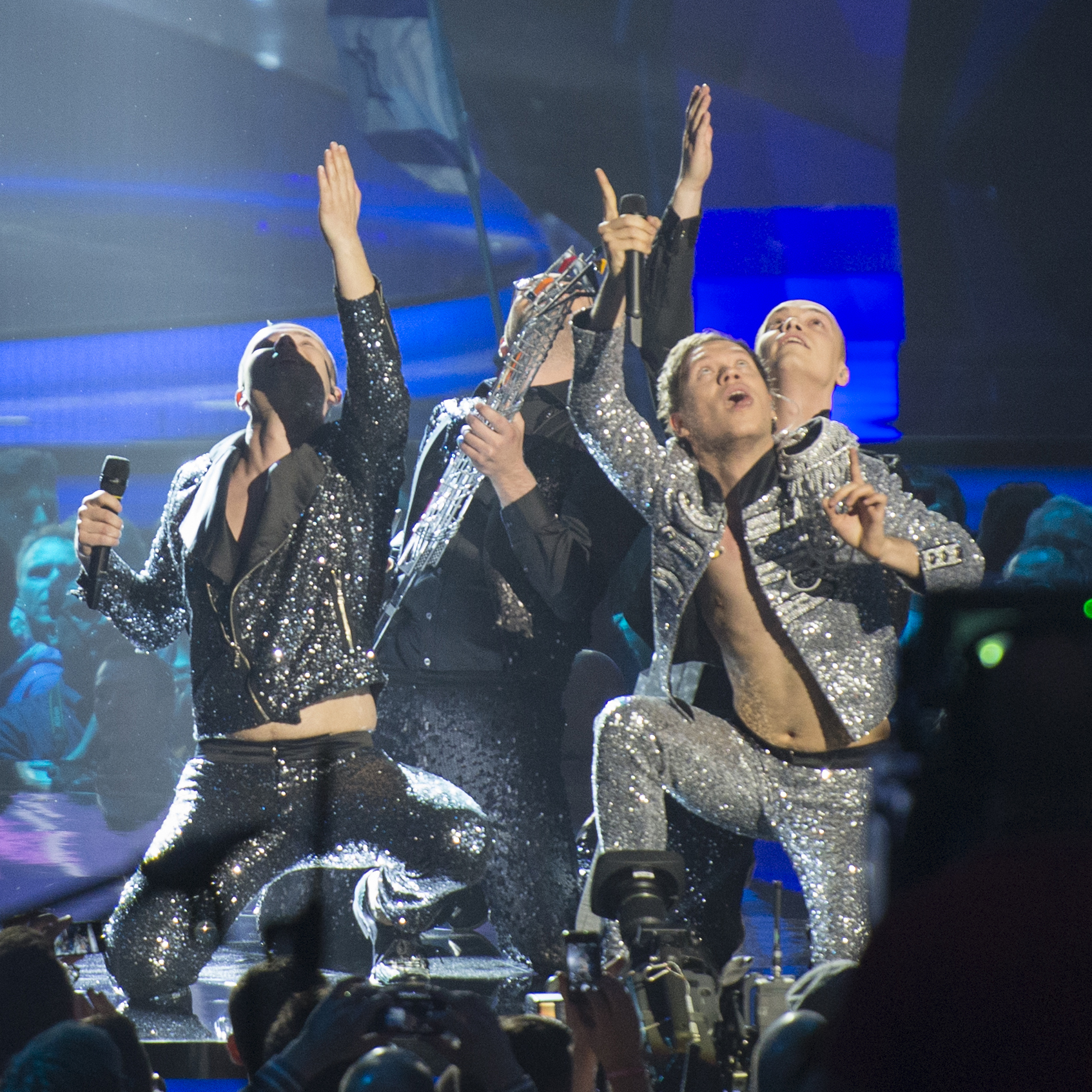
A PeR Malmőben (2013)
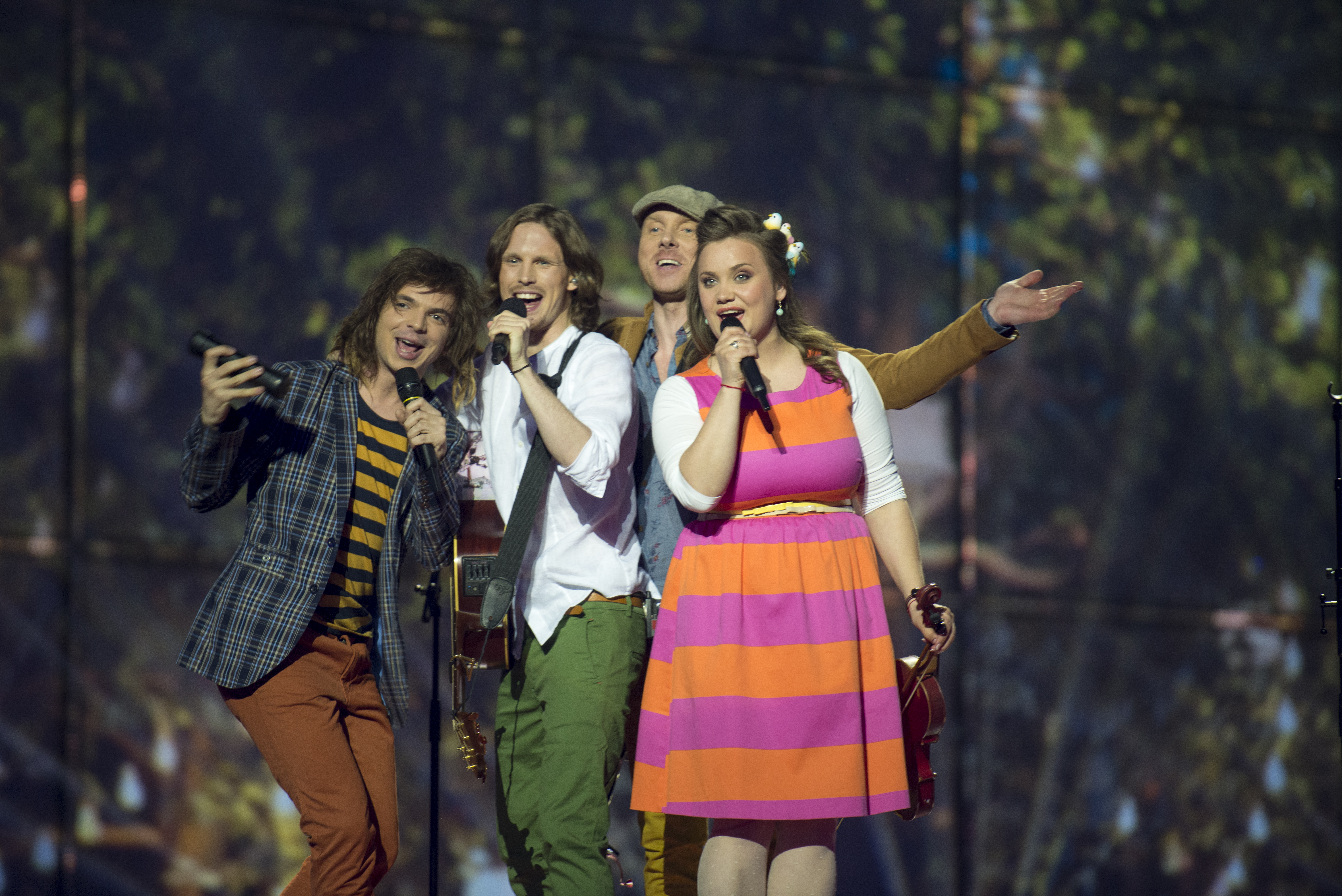
Az Aarzemnieki Koppenhágában (2014)
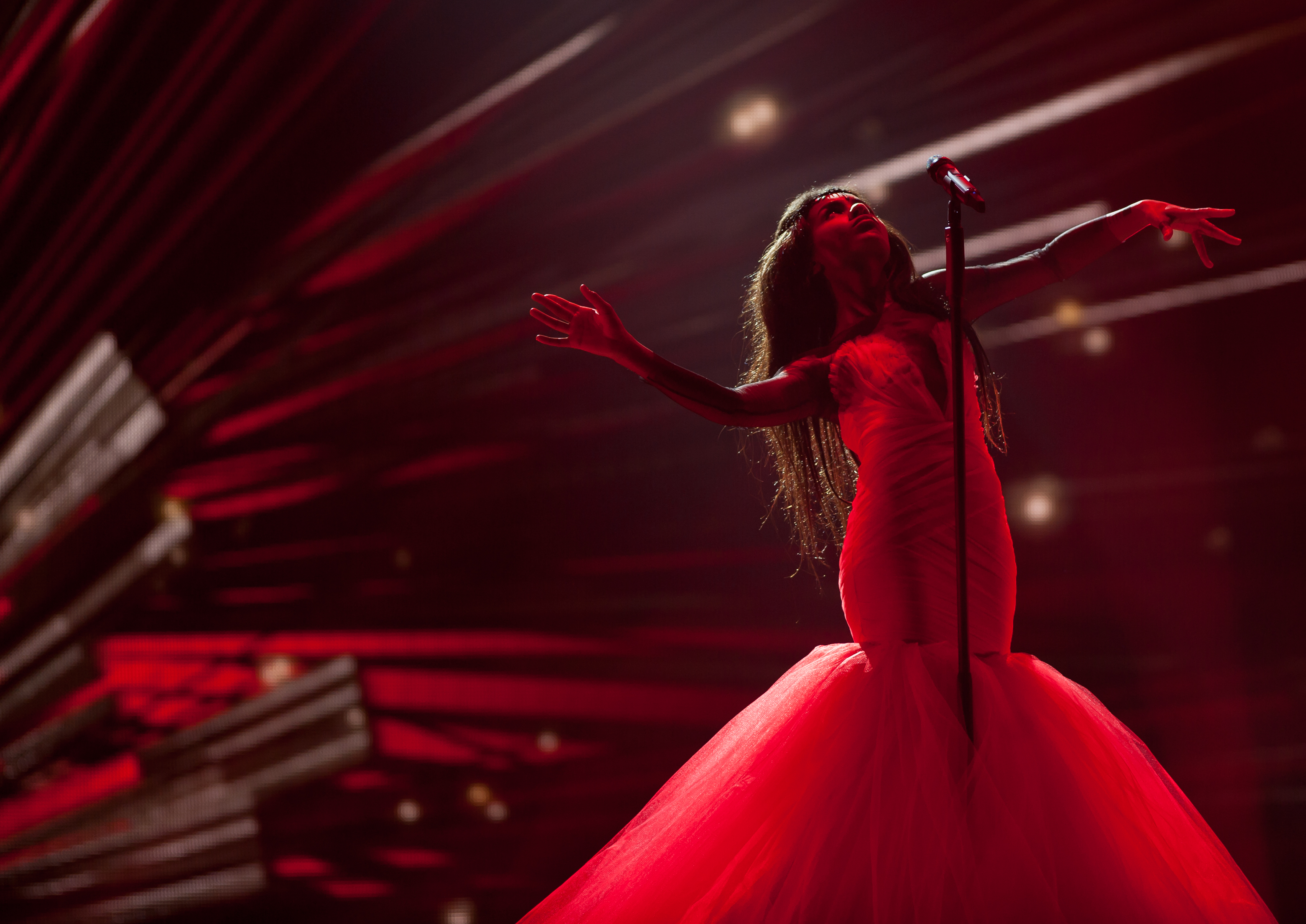
Aminata Bécsben (2015)
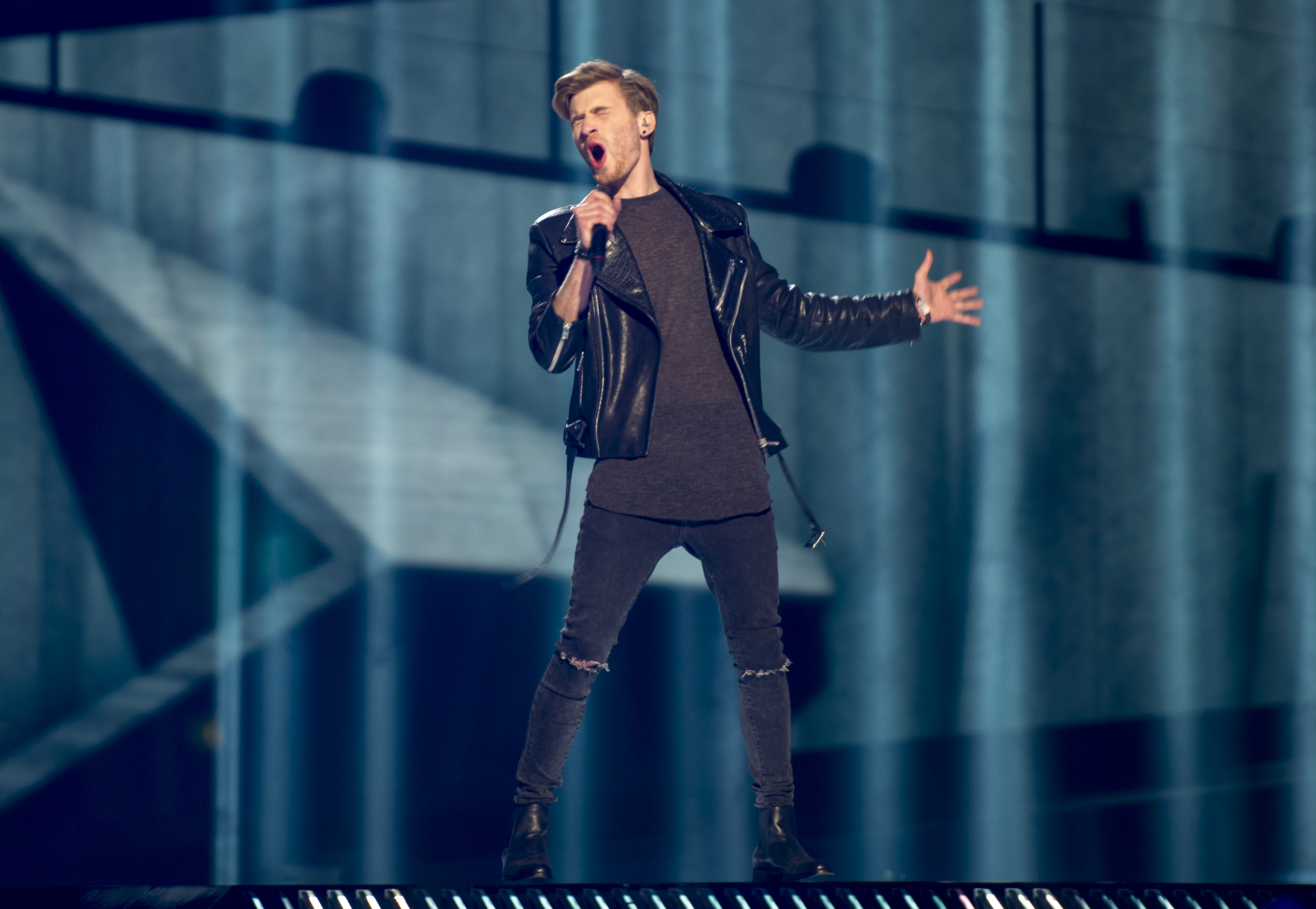
Justs Stockholmban (2016)
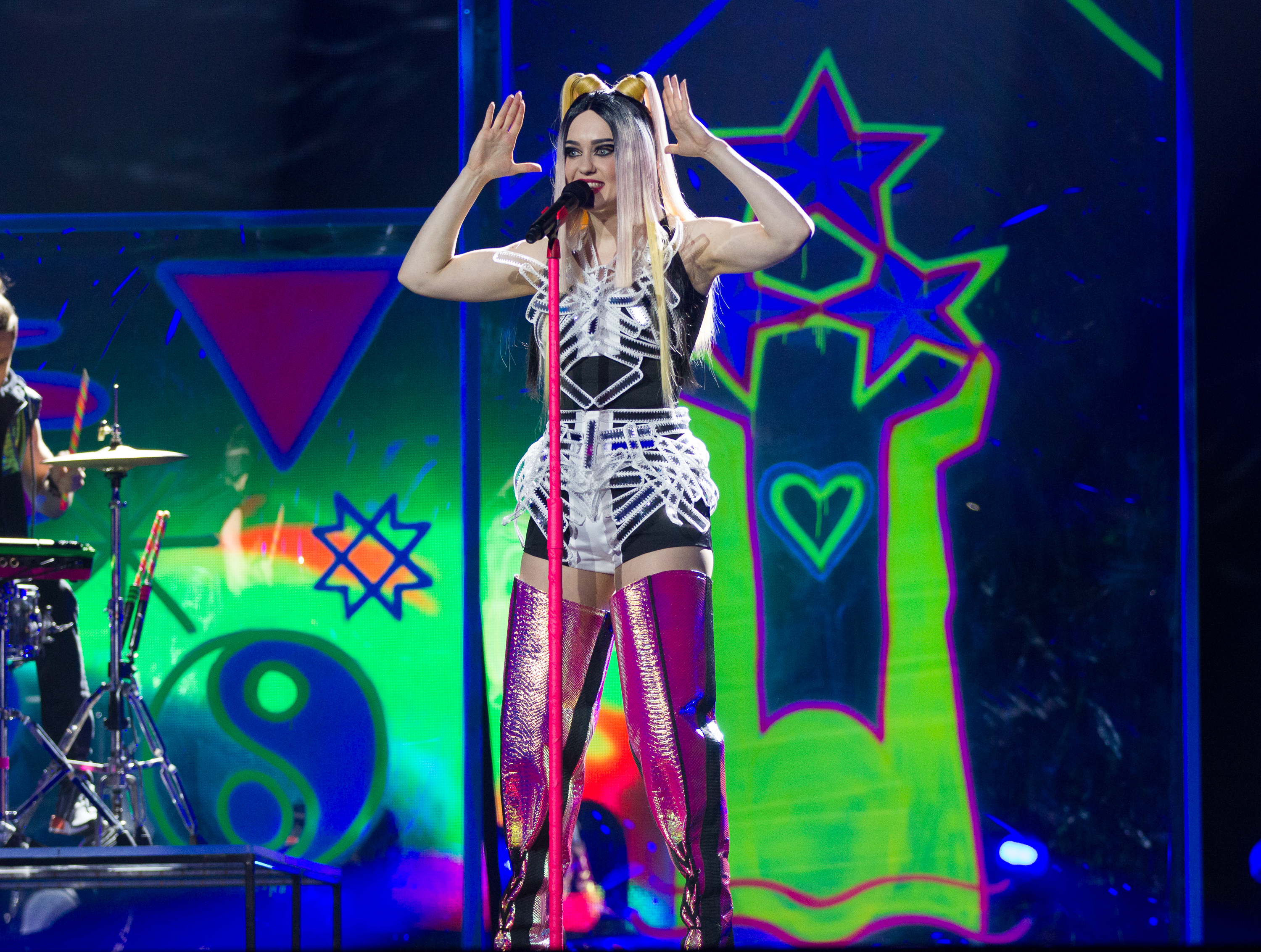
A Triana Park Kijevben (2017)
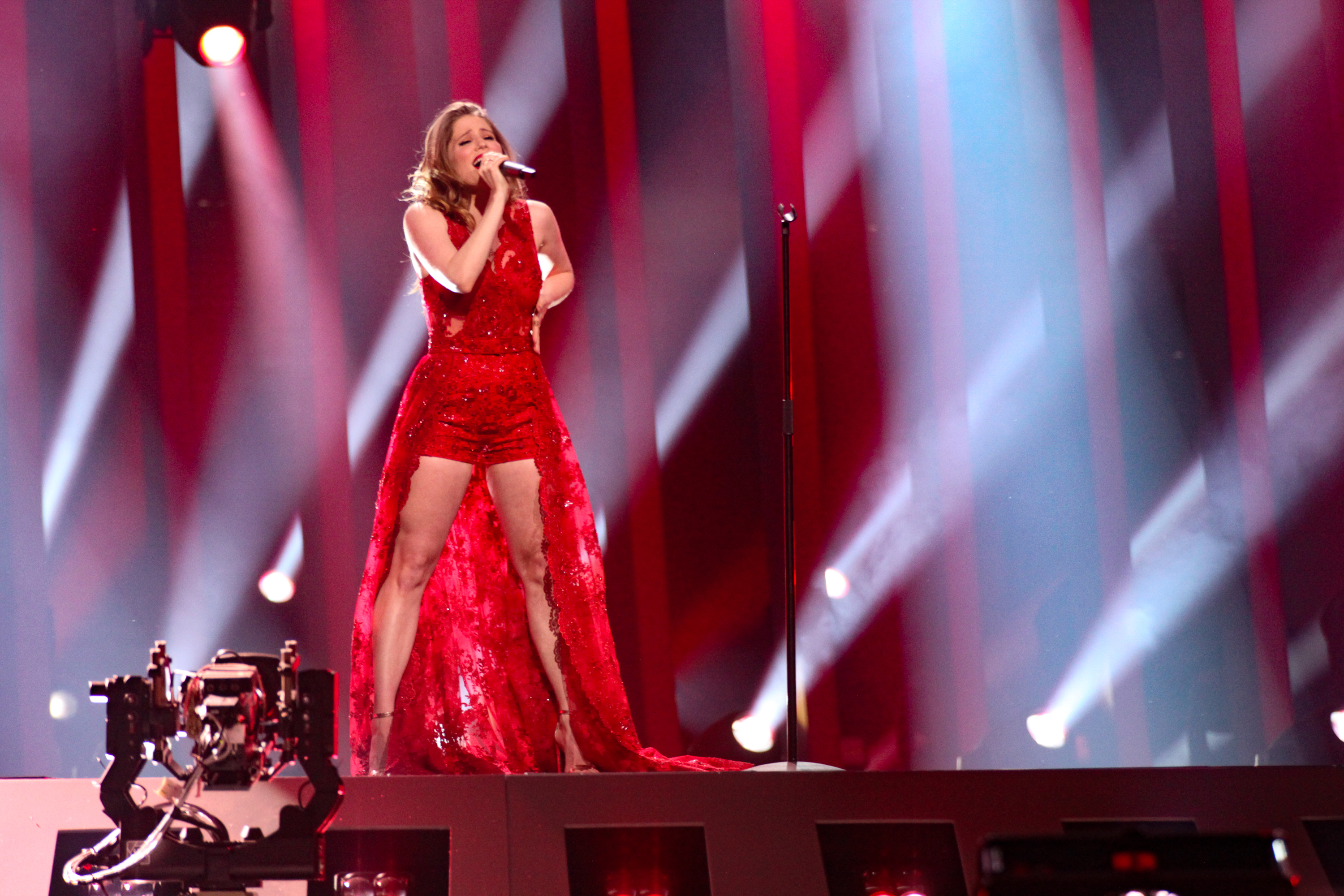
Laura Rizzotto Lisszabonban (2018)
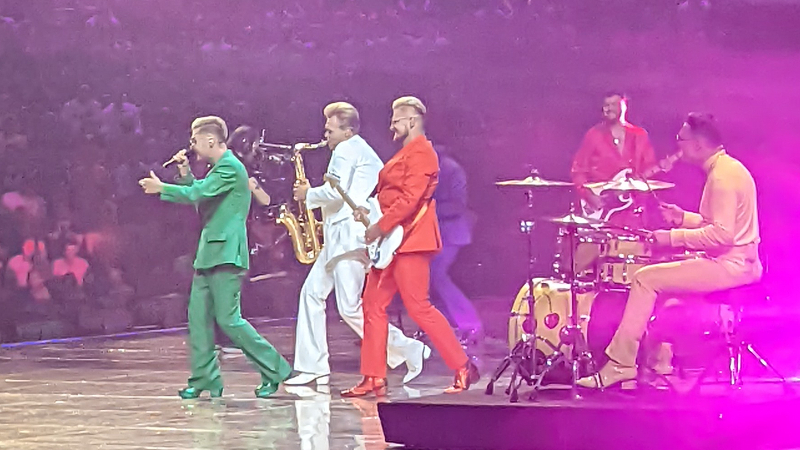
A Citi Zēni Torinóban (2022)
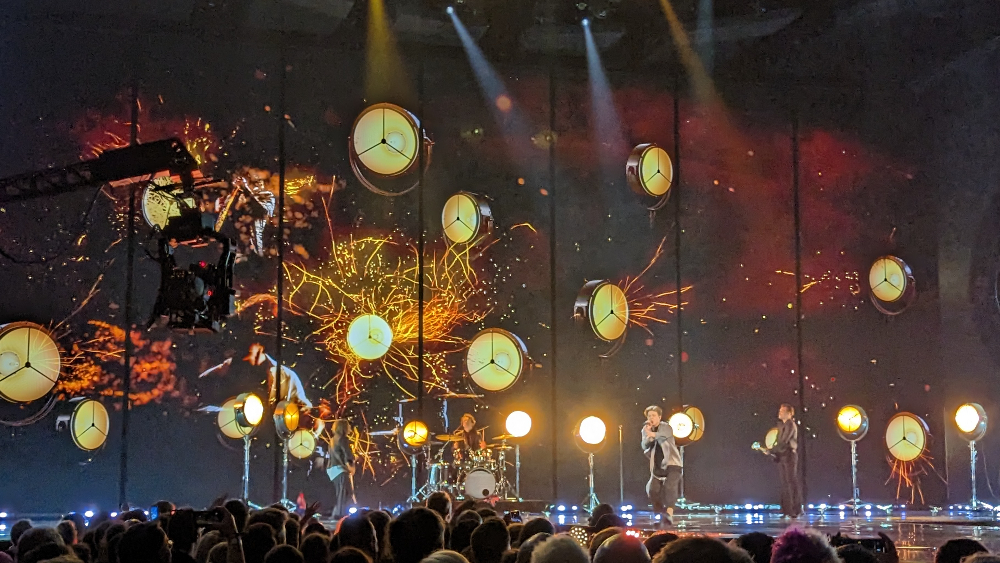
A Sudden Lights Liverpoolban (2023)
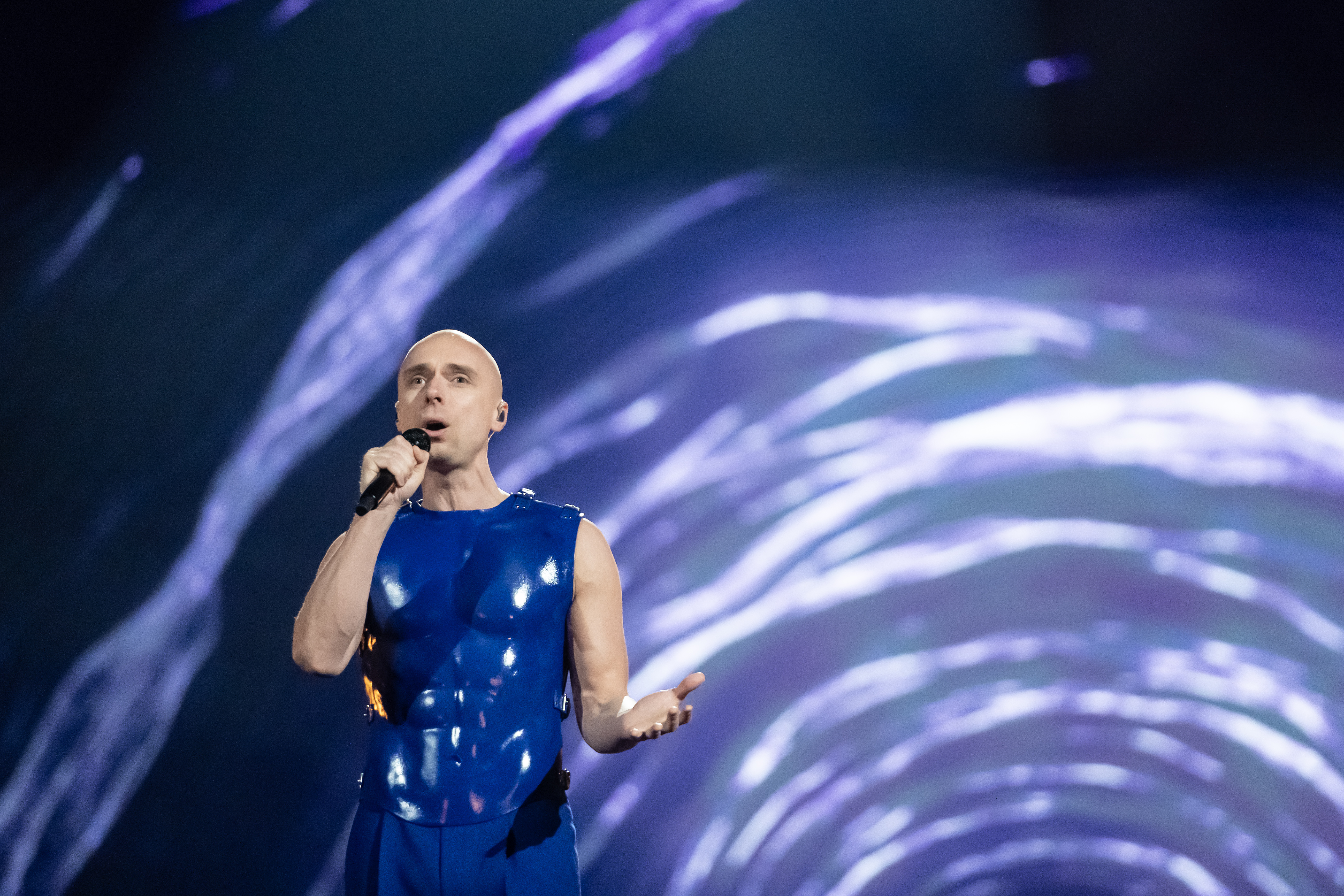
Dons Malmőben (2024)
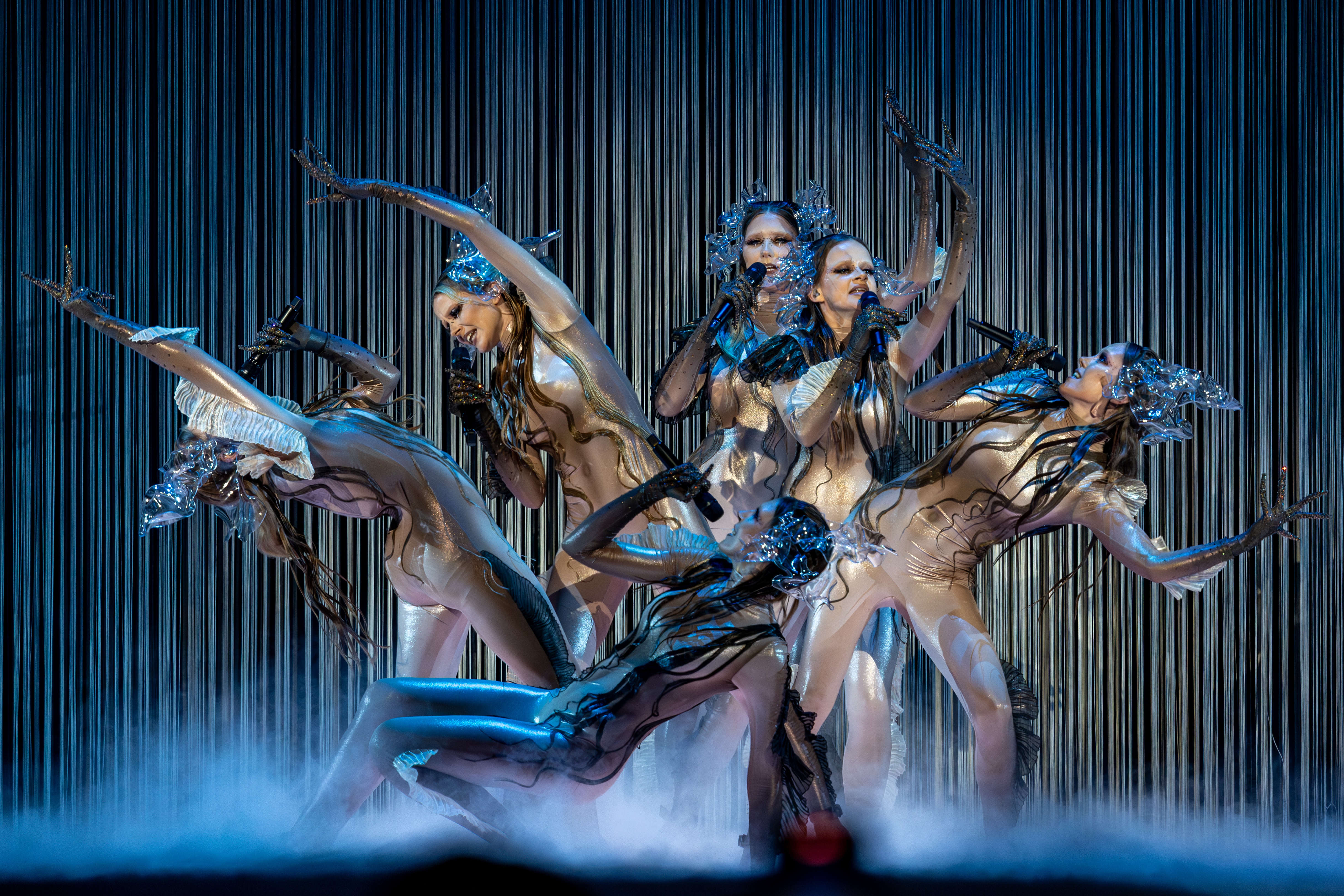
A Tautumeitas Bázelben (2025)

## Lásd még
- Lettország a Junior Eurovíziós Dalfesztiválokon
- 2003-as Eurovíziós Dalfesztivál